# Villagers (musikgrupp)
Villagers är en irländsk indiefolkgrupp med Conor J. O'Brien som sångare. Gruppen har spelat på flera festivaler med artister som Tracy Chapman, Bell X1, Tindersticks och Elbow. De har släppt en EP, Hollow Kind (2009). Deras debutalbum Becoming a Jackal släpptes 2010 och nominerades till både Mercury Music Prize och Choice Music Prize. Även deras andra album, {Awayland} från 2013, nominerades till Mercury Music Prize.. 

## Diskografi
Studioalbum
- 2010 – Becoming a Jackal
- 2013 – {Awayland}
- 2015 – Darling Arithmetic
- 2016 – Where Have You Been All My Life?
- 2018 – The Art Of Pretending To Swim
- 2021 – Fever Dreams
- 2024 – That Golden Time

EP
- 2009 – Hollow Kind
- 2019 – The Sunday Walker EP

Singlar
- 2009 – "On a Sunlit Stage"
- 2010 – "Becoming a Jackal"
- 2010 – "Ship of Promises"
- 2010 – "That Day"
- 2012 – "The Waves"
- 2012 – "Passing a Message"
- 2012 – "Nothing Arrived"
- 2014 – "Occupy Your Mind"
- 2015 – "Courage"
- 2015 – "Everything I Am Is Yours"
- 2018 – "A Trick of the Light"
- 2018 – "Fool"
- 2018 – "Again"
- 2021 – "The First Day"
- 2021 – "So Simpatico"
- 2023 – "The Little Drummer Boy"
- 2024 – "That Golden Time"
- 2024 – "You Lucky One"
- 2024 – "I Want What I Don't Need"